# Axel Dunker
Axel Dunker (* 30. Dezember 1960 in Herford) ist deutscher Literaturwissenschaftler.

## Leben
Von 1980 bis 1988 studierte Axel Dunker an den Universitäten Frankfurt am Main und Bielefeld. Nach der Promotion 1993 bei Jörg Drews an der Universität Bielefeld und der Habilitation 2001 an der Universität Mainz war er zunächst Hochschuldozent und dann außerplanmäßiger Professor für allgemeine und vergleichende Literaturwissenschaft an der Universität Mainz, zwischendurch auch Gastprofessor für Neuere deutsche Literatur an der Universität Wien. Seit 2010 ist Dunker W2-Professor für Neuere und neueste deutsche Literaturgeschichte und Literaturtheorie an der Universität Bremen.
Seine Forschungsschwerpunkte sind Prosa der Moderne, Holocaust und Literatur, Literatur nach 1945, Gegenwartsliteratur, Spätromantik, postkoloniale Literatur- und Kulturtheorie, Transkulturalität und Intertextualität.

## Schriften (Auswahl)
- Den Pessimismus organisieren. Eschatologische Kategorien in der Literatur zum Dritten Reich. Bielefeld 1994, ISBN 3-89528-102-6.
- Die anwesende Abwesenheit. Literatur im Schatten von Auschwitz. München 2003, ISBN 3-7705-3843-9.
- Kontrapunktische Lektüren. Koloniale Strukturen in der deutschsprachigen Literatur des 19. Jahrhunderts. Paderborn 2008, ISBN 3-7705-4497-8.
- mit Thomas Stolz und Ingo H. Warnke (Hrsg.): Benennungspraktiken in Prozessen kolonialer Raumaneignung. De Gruyter Mouton, Berlin/Boston 2017, ISBN 3-11-053354-5.